# Петров, Иван Петрович (1908—1960)
Иван Петрович Петров (19 сентября 1908, Козино, Оренбургская губерния — 17 февраля 1960, Москва) — советский военный деятель, полковник (1942 год).

## Начальная биография
Иван Петров родился 19 сентября 1908 года в деревне Козино Сухоборской волости Челябинского уезда Оренбургской губернии, ныне деревня входит в Нифанский сельсовет Щучанского района Курганской области России. Русский.

### Военная служба
24 сентября 1927 года призван в ряды Рабоче-крестьянской Красной Армии и направлен на учёбу в 1-ю Советскую объединённую военную школу РККА имени ВЦИК. 
В 1929 году вступил в ВКП(б), в 1952 году партия переименована в КПСС.
После окончания военной школы РККА в 1931 году направлен в 7-ю кавалерийскую дивизию (Белорусский военный округ), где назначен на должность командира взвода в составе 7-го отдельного конноартиллерийского дивизиона, в декабре 1931 года — на должность командира взвода полковой школы в составе 38-го кавалерийского полка, а в июне 1932 года переведён в 7-й конноартиллерийский полк, где служил на должностях начальника связи полка, командира и политрука батальона. В июне 1933 года вернулся в 38-й кавалерийский полк и назначен на должность командира и политрука полковой батареи.
В сентябре 1937 года направлен на учёбу в Военную академию имени М. В. Фрунзе, которую в сентябре 1940 года окончил с отличием и затем назначен на должность начальника 2-го отделения оперативного отдела штаба Западного Особого военного округа.

### Великая Отечественная война
С началом войны И. П. Петров назначен на должность старшего помощника начальника оперативного отдела штаба Западного фронта, после чего принимал участие в боевых действиях в ходе приграничного сражения в Белоруссии и Смоленского сражения.
В октябре 1941 года назначен на должность начальника штаба 370-й стрелковой дивизии, формировавшейся на станции Асино (Сибирский военный округ) и в феврале 1942 года передислоцированной на станцию Любница (Валдайский район, Новгородская область), где была включена в состав 34-й армии (Северо-Западный фронт), после чего с марта принимала в боевых действиях в ходе Демянской наступательной операции.
В мае 1942 года подполковник И. П. Петров назначен на должность начальника отделения оперативного отдела штаба 34-й армии, которая вела боевые действия по блокировке демянской группировки войск противника. В ноябре того же года переведён на должность заместителя командира 370-й стрелковой дивизии, а в январе 1943 года — на должность командира 253-й стрелковой дивизии, ведшей боевые действия в районе населённых пунктов Сорокино, Сафронкино, Савкино, Лавошкино.
В начале марта 1943 года полковник И. П. Петров переведён на должность заместителя начальника штаба — начальника оперативного отдела 27-й армии, которая к 20 апреля была передислоцирована в район Гжатска и с лета того же года принимала участие в боевых действиях в ходе Курской битвы, Белгородско-Харьковской наступательной операции, боёв на Букринском плацдарме в ходе битвы за Днепр и затем Киевских наступательной и оборонительной, Житомирско-Бердичевской, Корсунь-Шевченковской, Уманско-Ботошанской, Ясско-Кишинёвской, Дебреценской и Будапештской наступательных операций.
С февраля 1945 года полковник И. П. Петров лечился в госпитале по болезни и после выздоровления в апреле того же года направлен на учёбу на ускоренный курс при Высшей военной академии имени К. Е. Ворошилова.

### Послевоенная карьера
После окончания учёбы с конца января 1946 года находился в распоряжении Генерального штаба Красной армии и в марте того же года назначен на должность начальника штаба 13-го стрелкового корпуса (Тбилисский военный округ), а в июне того же года — на должность заместителя начальника штаба Закавказского военного округа. 16 января 1948 года вышел в отставку по болезни. 
Полковник Иван Петрович Петров умер 17 февраля 1960 года в городе Москве.

## Награды
- Орден Красного Знамени, дважды: 15 сентября 1943 года[2] и 6 ноября 1947 года
- Орден Суворова II степени, 13 сентября 1944 года[3][4][5]
- Орден Богдана Хмельницкого II степени, 17 мая 1944 года[6]
- Орден Отечественной войны II степени, 23 февраля 1944 года[7]
- Орден Красной Звезды, 3 ноября 1944 года[8][9]
- Медаль «За победу над Германией в Великой Отечественной войне 1941—1945 гг.»